# Onitis corydon
Onitis corydon là một loài bọ cánh cứng trong họ Bọ hung (Scarabaeidae).